# Piñel de Arriba
Piñel de Arriba is een gemeente in de Spaanse provincie Valladolid in de regio Castilië en León met een oppervlakte van 23,12 km². Piñel de Arriba telt 99 inwoners (1 januari 2016).

## Demografische ontwikkeling
Bron: INE, 1857-2011: volkstellingen